# Chapelle Saint-Clair de Gémenos
Pour les articles homonymes, voir Chapelle Saint-Clair.
La chapelle Saint-Clair est une chapelle en ruines située sur les hauteurs de Saint-Jean de Garguier, dans la commune de Gémenos, dans les Bouches-du-Rhône en France.

## Historique
C'est au IIe siècle que l'habitat commence à se développer sur le site de Locus Gargarius (l’antique Saint-Jean-de-Garguier) et que l'on note la première occupation sur l'oppidum de Saint-Clair, sur lequel sera bâti cette petite chapelle.
Des vestiges témoignent d'un incendie au IVe siècle de l'édifice qui servira de base à la chapelle. Une fontaine antique et des sols de béton de tuileau sont encore visibles.
Ce lieu de culte fut ensuite fortifié au moment de l'invasion omeyyade. Un mur d'enceinte avec une tour carrée occupe alors les lieux. Ce n'est qu'au Xe siècle ou XIe siècle, qu'une chapelle romane, dont il ne reste qu'un simple auvent, fut construite sur la base de cette ancienne tour.
Au XVIIe siècle, le lieu fut occupé par un ermite, qui le transforma en ermitage.
Le site fut ensuite abandonné au début du XVIIIe siècle et vidé de son contenu, dont une statue de Saint-Clair. Cette dernière est une sculpture en bois taillé, peint et doré déposée dans la chapelle du Prieuré de Saint-Jean de Garguier.
En 1876, on découvre par hasard un ossuaire peu important  sur l'emplacement de Saint-Clair. L’origine des tribus gauloises peuplant le Midi de la France est controversée[réf. nécessaire] : démembrement de la grande nation celto-ligure ? barbares montagnards albiciens[Quoi ?] habitant aux environs de Marseille ?
En 1980, un chantier permet de consolider l'abside et les vestiges de murs en les fixant au mortier.

## Architecture

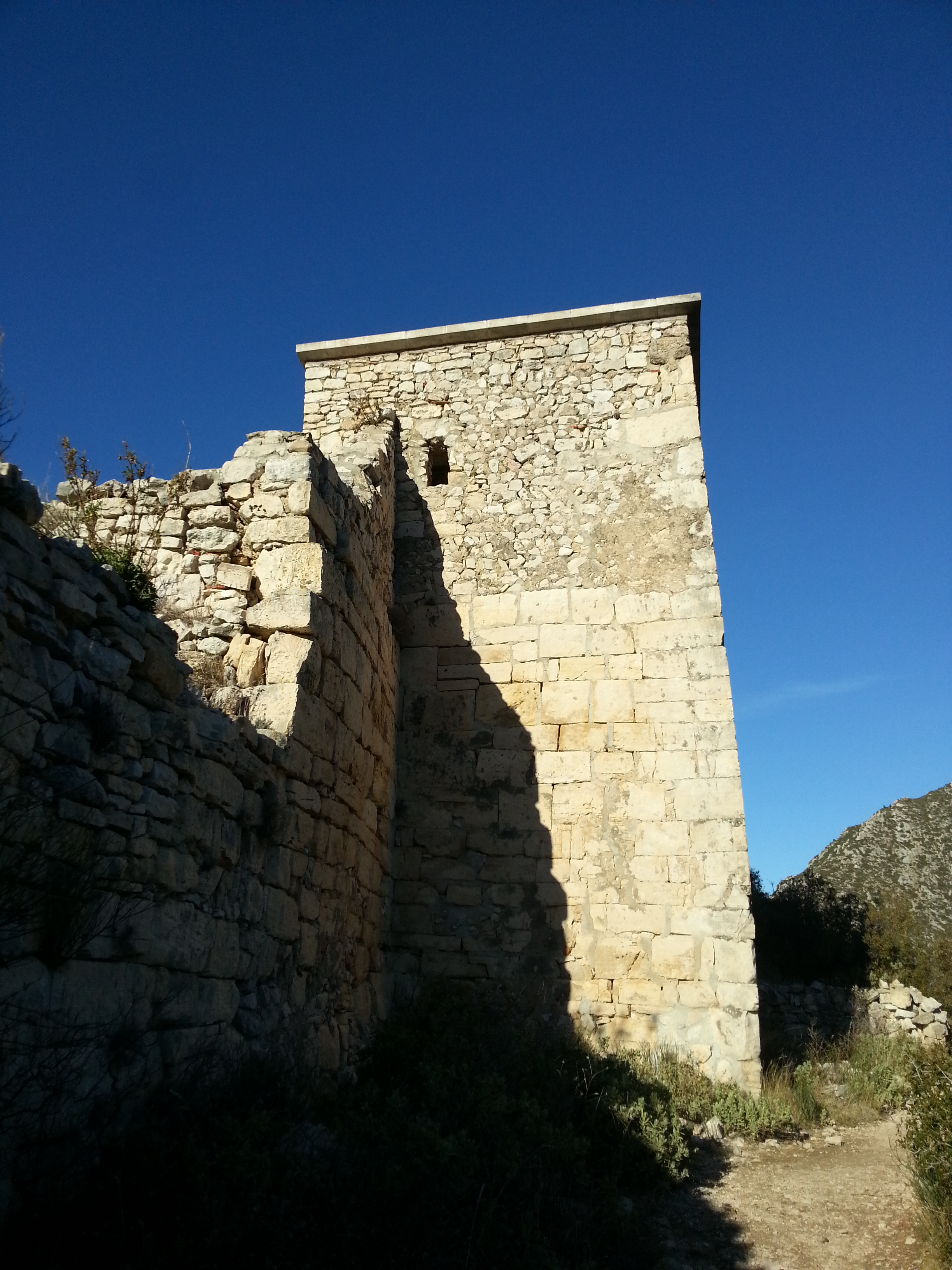
Vue sud de l'abside de la chapelle. L'abside a été construite sur la base d'une tour de défense dont la différence de parement est révélateur.